# Curly Curve
Curly Curve war eine Berliner Rockband, die im Jahr 1969 gegründet wurde.

## Geschichte
Die Band gründete sich auf Initiative des Bassisten Kurt Herkenberg. Hierzu fanden Sessions mit verschiedenen Musikern im damaligen Kulturclub Zodiac statt. Sie blieben zunächst erfolglos. Aber gegen Ende 1969 bildete sich eine Kerntruppe bestehend aus Kurt Herkenberg (Bass), Alexander Kutterla, genannt Conti (Gitarre), Charly Weiss (Schlagzeug), später T.P. Walter (Saxophon, Orgel). 1970 ersetzte der Schlagzeuger Hansi Wallbaum den ausgeschiedenen Charly Weiss. In dieser Besetzung erfolgten einige Auftritte der Gruppe auf alternativen Festivals in Berlin, Darmstadt, und im ARD-Fernsehen. Im Zug der Aufzeichnung der TV-Sendung Curly Curve, Porträt einer Beatband beim damaligen Sender SFB wurde die Gruppe durch den ehemaligen Sänger der Berliner Band The Huts, Heiner Pudelko verstärkt.
In der Folgezeit formierte sich die Gruppe neu und versuchte sich vor allem mit erdigem Bluesrock zu profilieren. Die Besetzung bestand aus Kurt Herkenberg (Bass), Hans Wallbaum (Schlagzeug), Chris Axel Klöber (Keyboards) und Heiner Pudelko (Gesang) und verschiedenen Gitarristen.
Nach Pudelkos Ausscheiden (er gründete 1979 die Gruppe Interzone) stießen in wechselnder Folge Hanno Bruhn (Gesang, Bass), Martin Knaden (Gitarre), Gitarrist Leo Lehr zur Gruppe. Hanno Bruhn, Leo Lehr und Hansi Wallbaum (später: Hamburg Blues Band) gehörten bald darauf zur Stammbesatzung der Gruppe Interzone.
Hans Wallbaum (* 2. Mai 1949; † 27. März 2020) wurde Studio- und Session-Musiker, Alex Conti ging zur Band Atlantis und spielte später bei der Band Lake. Hanno Bruhn trat als Texter und Produzent hervor (Diether Krebs’ Martin, Frank Zanders Hier kommt Kurt). Mit seiner Band, der Hanno Bruhn Gang, ist er schon seit langer Zeit aktiv und rockt die Berliner Bühnen. Er hat ein Buch veröffentlicht, worin er auch von Curly Curve erzählt (BLUES IM GEPÄCK, Ein Musikerleben – veröffentlicht 2021, Rediroma-Verlag).

## Diskografie
- 1973: Curly Curve (Brain Metronome, neuveröffentlicht 1998 als CD auf Repertoire Records)
- 1981: Forgotten Tapes (Ökotopia, neuveröffentlicht 2000 als CD auf Garden of Delights)